# Сборная Китая по регби
Сборная Китая по регби представляет КНР в международных соревнованиях по регби-15 высшего уровня. Команда никогда не принимала участие в финальной части чемпионатов мира. При этом китайцы участвовали в квалификации к мировым первенствам 2003 и 2007 годов. По состоянию на 9 сентября 2019 года команда занимает 80-е место в мировом рейтинге IRB. Символ — абрикос японский.

## История
Китай дебютировал на международной арене в 1997 году, проиграв сборной Сингапура. Команда пыталась пройти отбор на кубок мира—2003 в Австралии и приняла участие в матчах азиатского отборочного цикла. В первом раунде китайцы попали в группу C наряду со Шри-Ланкой и Казахстаном. В апрельском матче против Шри-Ланки регбисты КНР проиграли (7:9), но затем уверенно превзошли казахов (57:15). В итоге сборная финишировала не первом месте в группе благодаря лучшей разнице очков. Во втором раунде китайцы встретились со сборными Гонконга и Тайваня. По итогам второго раунда сборная КНР потеряла шансы на дальнейшее продолжение борьбы.
Китай принимал участие в отборочном турнире к чемпионату 2007 года. В первом раунде сборная играла во втором дивизионе, где регбисты провели встречи со сборными Арабского залива и Тайваня. Китайцы обыграли Тайвань (22:19), но уступили арабам, в результате чего заняли второе место и прошли во второй раунд. Попав также во второй дивизион, азиаты провели матчи с Гонконгом и Шри-Ланкой. Руководство сборной планировало вновь попытаться пробиться на мировое первенство в 2011 году. Тем не менее, затруднения юридического характера помешали регбистам выехать за рубеж. Кубки мира 2015, 2019 и 2023 годов команда КНР также пропустила.
Сборная страны по регби-7 регулярно участвует в международных турнирах, особенно часто играя в Гонконгском раунде Мировой серии. В 2008 году на групповом этапе турнира китайцы обыграли сборную Шотландии.

## Чемпионаты мира
- 1987: не приглашены
- 1991—1999: не участвовали
- 2003—2023: не прошли квалификацию